# Jean Speliers
Jean Speliers (Moeskroen, 8 december 1920 - Sint-Pieters-Woluwe, 30 maart 2013) is een Belgische kunstschilder en tekenaar. Hij woonde langdurig in Sint-Pieters-Woluwe waar hij overleed.

## Opleiding
Hij verwierf zijn artistieke opleiding aan de Académie royale des Beaux-Arts et des Arts décoratifs van de stad Brussel in de ateliers van Alfred Bastien en Henri Logelain.
Aldaar behaalde hij volgende diploma's:
- eerste prijs Landschap (in 1944),
- tweede prijs Natuurschilderen (in 1945),
- eerste prijs Adverteren (in 1948).

## Loopbaan
1948-1975: publiciteitsschilder in Parijs en vervolgens reclame grafisch ontwerper in Brussel voor de pers en verschillende reclamebureaus in de sector van toerisme, cinema en zware machines.
1976: gaat met pensioen en schildert zeer gevarieerde onderwerpen, zoals portretten, stillevens, landschappen, dieren.

## Picturaal oeuvre
Zijn lumineus penseelwerk bestaat uit portretten, naaktschilderijen, landschappen, bloemenschilderijen, taferelen en figuren.
De kunstenaar zoekt sferen van welzijn te creëren, door momenten van geluk in de natuur af te beelden met prachtige tuinen en landschappen. Zijn portretten weerspiegelen zijn aandacht voor het psychologisch benaderen van de persoon.
De kleuren zijn helder, zacht en sterk.
Uitgever en kunsthistoricus Paul Piron vermeldt: “zijn werken zijn vol optimisme en levensvreugde".

## Tentoonstellingen
Alle tentoonstellingen
werden door zijn echtgenote opgezet, met hulp van verwanten. Onder de bezoekers bevonden zich zijn talrijke familieleden, vrienden en bekenden en eveneens personen uit de omgeving waar het evenement doorging.
- 1978 : Tubeke, Musée de la Porte.[3]
- 1981 : Brussel, galerij Zavel gelegen op de Grote Zavel.
- 1985 : Brussel, Zavel, Grote Zavel.
- 1985 : Dinant, galerij Prélude.[4]
- 1986 : Sint-Pieters-Woluwe, gemeentelijke Mediatheek.
- 1989 : Brussel, in het heilig eilandje, galerij Space Horizon.
- 1992 : Ukkel, bij vrienden thuis.
- 1996 : Sint-Pieters-Woluwe, Gemeenschapscentrum Vogelzang.
- 1999 : 's-Gravenbrakel, zaal Bailli van het Hôtel d'Arenberg.[5]
- 2001 : Ellezelles, in het Landhuis van het Pays des Collines.
- 2003 : Geldenaken, bij de inhuldiging van een door de kunstenaar versierd privé zwembad.
- 2005 : Sint-Pieters-Woluwe, bij de British & Commonwealth Women's Club.
- 2007 : Sint-Pieters-Woluwe, zaal St-Pieters.
- 2009 : Sint-Pieters-Woluwe, zaal St-Pieters.
- 2012 : Sint-Pieters-Woluwe, zaal St-Pieters.
- 2016 : Sint-Pieters-Woluwe, Open-deur-dag bij de echtgenote van de kunstschilder.

## Verspreiding van zijn oeuvre
Opeenvolgende tentoonstellingen tussen 1978 en 2016 zorgden voor de verspreiding van zijn werken. Deze evenementen gingen door op het tempo van zijn artistieke creatie in combinatie met de ijver van zijn muze en echtgenote die de materiële voorbereiding op zich nam en eveneens een voortdurend netwerk onderhield.
Aldus vindt men zijn schilderijen verspreid over een uitgebreide kring van naasten, goede en langdurige vrienden en diverse bezoekers die in de loop der jaren en naar aanleiding van zijn talrijke tentoonstellingen gecharmeerd of ontroerd raakten door één of meerdere van zijn werken.